# Yakushima
Yakushima (jap. 屋久島) ist eine der Ōsumi-Inseln der Nansei-Inseln in der Präfektur Kagoshima. Auf der Insel befindet sich die gleichnamige Gemeinde Yakushima. 42 % der Insel sind als Yakushima-Nationalpark ausgewiesen.
Jährlich wird die Insel von mehr als 300.000 Touristen besucht, vor allem wegen des dichten immergrünen Feuchtwalds. Die einzigartige Natur der Insel diente Hayao Miyazaki als Inspiration für seinen international bekannten Animationsfilm Prinzessin Mononoke. Yakushima steht durch den Flughafen Yakushima sowie zwei Häfen, die von Fähren angelaufen werden, mit dem Festland in Verbindung.

## Geografie

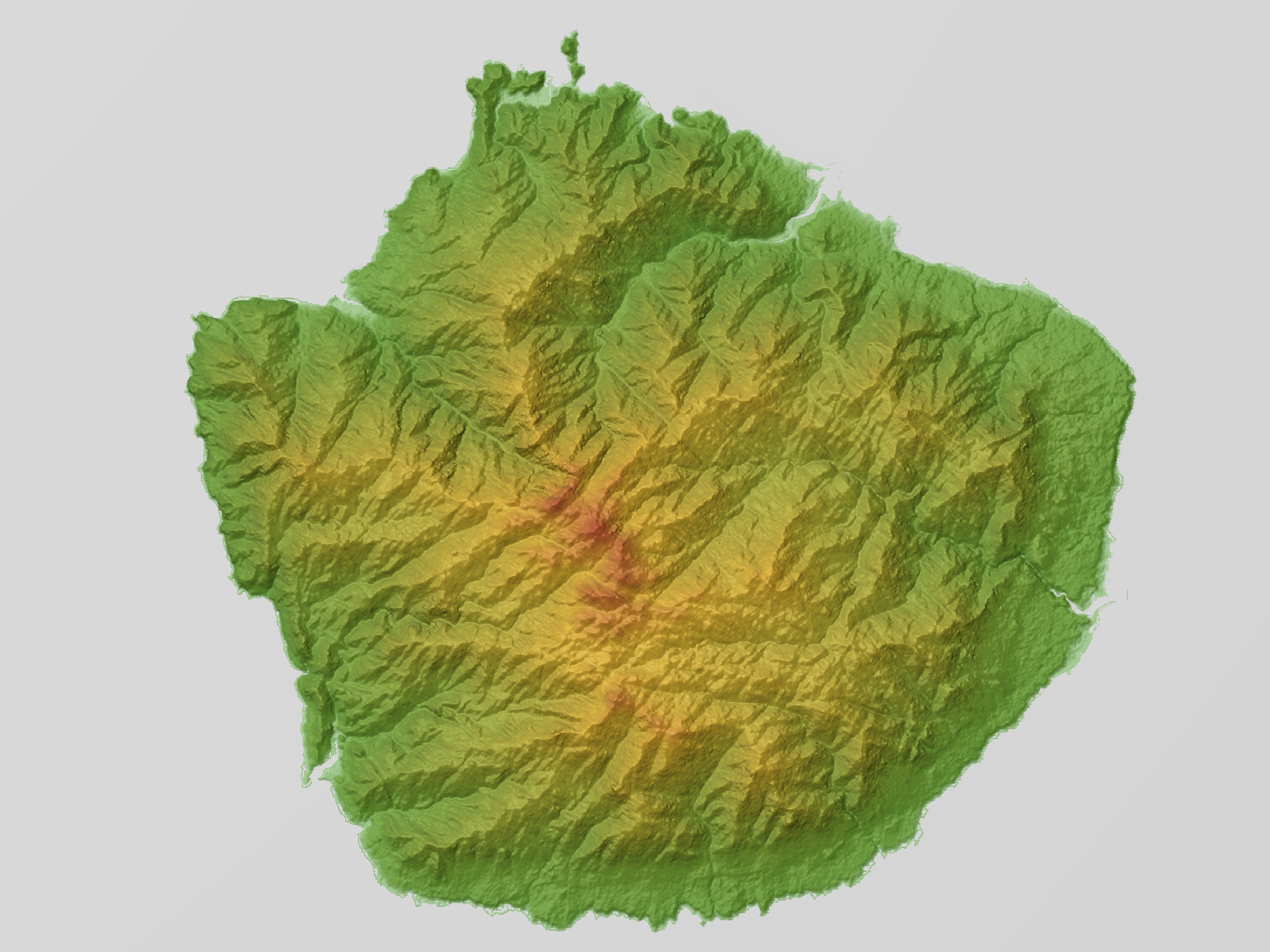
Relief

Yakushima ist 61,3 Kilometer von der Südspitze Kap Sata auf der Ōsumi-Halbinsel der Insel Kyūshū entfernt. Die Insel hat eine Fläche von 504,29 km², einen Umfang von 89 km und einen Durchmesser von 28 km. Yakushima entstand vor rund 14 Millionen Jahren aus Granitfels, der durch seismische Aktivität an die Meeresoberfläche gelangte, ein Prozess, der auch heute noch im Gange ist: Die Insel wächst alle 1000 Jahre um rund einen Meter. Der höchste der rund 45 Gipfel der Insel ist der Miyanoura-dake (宮之浦岳) mit 1935 Meter. Er ist zugleich auch der höchste Gipfel in der Großregion Kyūshū.

## Bevölkerung
Die meisten Einwohner hatte Yakushima 1960 mit 24.010 Menschen. Bis ca. 1995 sank die Zahl beständig auf etwas über 13.000 und blieb dann auf diesem Niveau. Die Wirtschaftsstruktur wechselte von der mehrhundertjährigen Ausfuhr von Holzprodukten über Küstenfischerei und Orangenanbau hin zu Infrastrukturmaßnahmen und Tourismus als Haupterwerbsquelle.

## Klima
Man sagt, dass es „35 Tage im Monat“ auf Yakushima regnet – ein Zitat, das auf den bekannten japanischen Roman Ukigumo von Fumiko Hayashi zurückgeht. Im Flachland beträgt der jährliche Niederschlag 4.000 mm, in den Bergen 8.000 mm. Im Herbst und Winter gibt es auch Trockenperioden, dafür im Frühjahr und Sommer heftigste Regengüsse, fast alljährlich mit Erdrutschen verbunden. Die Temperatur sinkt im Winter nicht unter 10 °C in Meeresnähe (Wassertemperatur nicht unter 19 °C), dennoch ist Yakushima der südlichste Ort Japans, in dem im Winter Schnee in den Bergen liegt. Im Sommer erreicht die Temperatur ihr Maximum bei fast 30 °C auf ca. 1000 m Höhe.
|                        | Jan   | Feb   | Mär   | Apr   | Mai   | Jun   | Jul   | Aug   | Sep   | Okt   | Nov   | Dez   |   |         |
| Mittl. Temperatur (°C) | 11,8  | 12,3  | 14,6  | 17,8  | 21,0  | 23,7  | 27,0  | 27,5  | 25,7  | 22,2  | 18,2  | 13,9  | ⌀ | 19,7    |
| Mittl. Tagesmax. (°C)  | 14,7  | 15,5  | 18,0  | 21,4  | 24,5  | 26,9  | 30,5  | 30,9  | 28,9  | 25,2  | 21,2  | 16,8  | ⌀ | 22,9    |
| Rekordmaximum (°C)     | 25,3  | 26,1  | 29,6  | 29,8  | 31,9  | 34,8  | 35,2  | 35,4  | 34,7  | 31,3  | 30,7  | 26,6  | ᐃ | 35,4    |
| Mittl. Tagesmin. (°C)  | 8,9   | 9,2   | 11,3  | 14,2  | 17,5  | 21,0  | 23,9  | 24,6  | 22,8  | 19,4  | 15,2  | 11,0  | ⌀ | 16,6    |
| Rekordminimum (°C)     | 1,0   | 0,7   | 1,5   | 4,5   | 10,1  | 13,7  | 18,3  | 19,6  | 15,2  | 9,1   | 5,6   | 2,2   | ᐁ | 0,7     |
|                        |       |       |       |       |       |       |       |       |       |       |       |       |   |         |
| Niederschlag (mm)      | 294,6 | 289,2 | 387,0 | 405,5 | 444,1 | 860,3 | 362,4 | 256,5 | 450,7 | 309,9 | 309,6 | 281,8 | Σ | 4.651,6 |
|                        |       |       |       |       |       |       |       |       |       |       |       |       |   |         |
| Regentage (d)          | 15,5  | 13,6  | 15,2  | 12,6  | 12,6  | 18,5  | 11,5  | 12,9  | 14,0  | 11,5  | 11,7  | 14,6  | Σ | 164,2   |
|                        |       |       |       |       |       |       |       |       |       |       |       |       |   |         |
| Luftfeuchtigkeit (%)   | 68    | 68    | 69    | 71    | 76    | 85    | 83    | 82    | 81    | 74    | 71    | 69    | ⌀ | 74,8    |

| 8,9 |

| 9,2 |

| 11,3 |

| 14,2 |

| 17,5 |

| 21,0 |

| 23,9 |

| 24,6 |

| 22,8 |

| 19,4 |

| 15,2 |

| 11,0 |

| 8,9 |

| 9,2 |

| 11,3 |

| 14,2 |

| 17,5 |

| 21,0 |

| 23,9 |

| 24,6 |

| 22,8 |

| 19,4 |

| 15,2 |

| 11,0 |

| N i e d e r s c h l a g | 294,6 | 289,2 | 387,0 | 405,5 | 444,1 | 860,3 | 362,4 | 256,5 | 450,7 | 309,9 | 309,6 | 281,8 |
|                         | Jan   | Feb   | Mär   | Apr   | Mai   | Jun   | Jul   | Aug   | Sep   | Okt   | Nov   | Dez   |

## Welterbe der UNESCO

Jōmon Sugi auf Yakushima

1993 wurde der 107,47 km² umfassende Sicheltannenwald (Zedernwald, Cryptomeria japonica) von Yakushima auf Grund seiner artenreichen Flora, vor allem der Yaku-Sugi – 1.900 sehr langlebige Sicheltannen – und beeindruckenden Rhododendren (Blüte Anfang Juni), von der UNESCO zum Weltnaturerbe erklärt. Als ältestes Exemplar gilt die Jōmon Sugi, die bereits seit der Vorgeschichte Japans, der Jōmon-Zeit, existiert, wobei verschiedene Messungen von einem Alter von 2.170 bis 7.200 Jahre reichen. Bereits 1964 war das Gebiet in den Kirishima-Yaku Nationalpark eingegliedert worden und erlangte in den 1980er Jahren den Status eines UNESCO-Biosphärenreservats.
Die Verwaltung des Weltnaturerbes teilen sich die drei Ministerien für Umwelt, Forstwirtschaft und Kultur mit der Präfektur Kagoshima. Ein Verbindungsausschuss soll die Zusammenarbeit zwischen den Behörden vereinfachen, doch die Bewältigung der aktuellen Herausforderungen geht dennoch nur schleppend voran. Der Tourismus hinterlässt zunehmend seine Spuren auf der Insel, insbesondere Bodenerosion und eine unzureichende Abfallwirtschaft machen dem empfindlichen Gleichgewicht der Natur zu schaffen. Der chronisch unterfinanzierte Naturschutz stützt sich gegenwärtig vor allem auf freiwillige Arbeit der lokalen Bevölkerung, zum Beispiel bei der regelmäßigen Reinigung der Toiletten auf den stark frequentierten Wanderwegen.

## Sehenswürdigkeiten

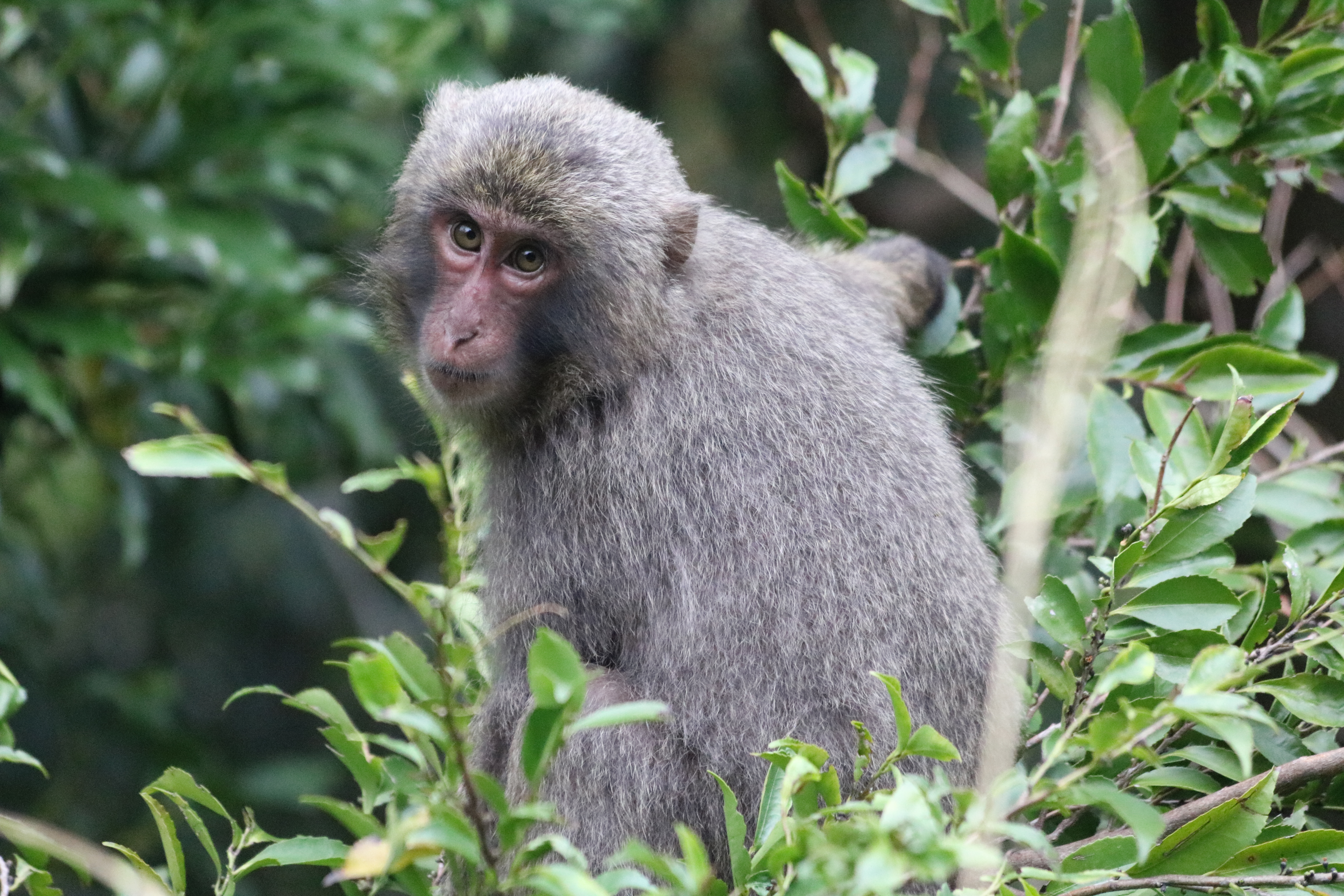
Macaca fuscata yakui

- Wandern: Yakushima ist eine beliebte Wanderinsel, mit mehr als 30 Gipfeln über 1000 Meter.
- Onsen: Baden in natürlichen heißen Quellen am Meer.
- Strand: am Strand ist öffentliches Baden möglich, nachts kann man zwischen April und August Meeresschildkröten beim Eierlegen zusehen
- Yaku-Sugi: alte, große, dicke Sicheltannen
- Yakumakak (Macaca fuscata yakui), eine Unterart des Japanmakak bzw. Schneeaffen, der in freier Wildbahn nur auf Yakushima vorkommt
- zahlreiche Wasserfälle, z. B. Senpiro-Wasserfall, Ōko-Wasserfall, Torōki-Wasserfall
- Anbō-Waldbahn